# Amazing Love
《Amazing Love》是日本二人偶像團體近畿小子的第45張單曲，於2022年7月27日由傑尼斯娛樂唱片公司發行。

## 概要
本曲為 KinKi Kids 出道 25 周年的第二彈單曲 。2022年6月20日於兩人的廣播節目《KinKi Kids怎樣的傢伙！》  中首次釋出，隔日在 YouTube 上發布了預告片 。
本作除了推出初回版A（CD+Blu-ray/DVD）、初回版B（CD+Blu-ray/DVD）和通常盤（CD ONLY）之外，亦發行了粉絲俱樂部限定版本  ，2022年6月22日至 7月3日 在 Johnny's Shop Online Store 限量發布。
主打歌《Amazing Love》由出道曲《玻璃少年》和《雲霄飛車羅曼史》 的山下達郎作曲，並由KinKi Kids共同作詞。兩人分別作詞，方向性卻相當一致，約花了6小時完成，兩人皆透露是一邊想像山下達郎的唱腔而製作。歌詞完成後，再由山下達郎作曲。出現在歌詞中的「君と僕の声」也被用於7月至8月在東京、大阪舉行的演唱會「24451～君と僕の声」之副標題。
B面曲則為竹內瑪莉亞負責詞曲的《Midnight Rain》，與《Amazing Love》相互對照，歌曲充滿竹內瑪莉亞的世界觀。對於夫妻共同創作的單曲，兩人表示「很神奇吧？」「是從未有過的事」。
2022年7月17日，KinKi Kids 官方YouTube頻道設立 ，並在7月20日 23:50 在東京巨蛋進行了 25 分鐘的現場直播  。直播结束後，「Amazing Love - YouTube Original Live」作為「KinKi Kids Youtube Original Live」系列的第一彈   於頻道上發布。
2022年12月31日播出的「第73回NHK紅白歌合戰」中，與「玻璃少年」一起作為「25週年組曲」演出。

## 銷量
超越前作《高純度romance》，首週銷量即達23.5萬張，在8月8日的Oricon週榜中獲得第一名。刷新團體所保持的金氏世界紀錄，成為自出道以來新入Oricon銷量榜即奪取週榜第一名的連續第45張單曲。另外，當日單曲銷量為23.5萬張。

## 收錄曲目

### 初回版A

#### CD
1. Amazing Love
（作詞： KinKi Kids / 作曲．編曲：山下達郎/ 弦樂編曲：室屋光一郎）
2. Midnight Rain
（作詞/作曲：竹內瑪莉亞/ 編曲：武部聡志）
3. Amazing Love -Backing Track-

#### Blu-ray/DVD
收錄時長約 22 分鐘 。
1. Amazing Love Music Video
2. Amazing Love Another Music Video & Making

### 初回盤B

#### CD
1. Amazing Love
2. Midnight Rain
3. Midnight Rain -Backing Track-

#### Blu-ray/DVD
收錄時長約 10 分鐘 。
1. 山下達郎作曲選輯
由25年來 KinKi Kids 的吉田建率領的特別樂隊，演出山下達郎作曲的「Amazing Love」「Kiss開始的懸疑劇」 。

### 通常盤

#### CD
1. Amazing Love
2. Midnight Rain
3. HEART
（作詞・作曲：KinKi Kids / 編曲：斉藤伸也(ONIGAWARA)、Gakushi）
4. HEART -Backing Track-

### Fan Club版

#### CD
1. Amazing Love
2. Midnight Rain

## 外部連結
- Johnny's Entertainment Record 的介绍页 （页面存档备份，存于）
- Johnny's net的介绍页 （页面存档备份，存于）
- YouTube
  - YouTube上的Amazing Love （Teaser）
  - YouTube上的Amazing Love Official Music Video (short ver.)
  - YouTube上的KinKi Kids「Amazing Love -YouTube Original Live-」